# Westville Road
Westville Road – miejscowość (community) w kanadyjskiej prowincji Nowa Szkocja, w hrabstwie Pictou (45°34′40″N, 62°40′59″W), na północ od Westville; nazwa urzędowo zatwierdzona 16 czerwca 2005. Miejscowość należy do okręgu wyborczego (do rady hrabstwa) nr 8.